# Horst Rosenthal
Pour les articles homonymes, voir Rosenthal.
Horst Rosenthal, né le 10 août 1915 à Breslau (aujourd'hui en Pologne) et mort le 14 septembre 1942 à Auschwitz, est un illustrateur juif allemand émigré en France puis victime de la Shoah, connu pour avoir laissé un témoignage dessiné de son internement dans le camp de Gurs.

## Biographie
Horst Siegmund Rosenthal naît le 10 août 1915, à Breslau en Pologne, dans une famille de la petite bourgeoise juive locale. Rosenthal, militant social-démocrate, émigre à Paris en juin 1933 pour fuir l'Allemagne nazie. Dans les années suivantes, il occupe divers petits emplois tout en prenant des cours de dessin. Brièvement incarcéré au camp de Marolles au début de la Seconde Guerre mondiale avec d'autres citoyens allemands, Rosenthal est libéré peu après.
Il est à nouveau incarcéré le 14 mai 1940, d'abord à Dreux puis dans d'autres camps destinés aux réfugiés politiques allemands, avant d'être transféré au camp de Gurs le 28 octobre 1940 avec d'autres Juifs. Les prisonniers comptent de nombreux enfants et Rosenthal « travaille au service du Secours suisse et de sa nursery ». Il y réalise trois carnets de dessins et, notamment, en 1942, une bande dessinée de 15 pages, Mickey au camp de Gurs, relatant son internement, premier usage métaphorique de la souris pour désigner les victimes du génocide juif, 50 ans avant Maus d'Art Spiegelman. En effet, Rosenthal se dépeint sous les traits de Mickey. Ce choix artistique s'explique, entre autres, par l'immense popularité de Mickey Mouse, par sa symbolique d'innocence et par la volonté de ne pas choquer les lecteurs, à savoir les enfants enfermés. L'auteur, au lieu de montrer les horreurs, « peint la machine bureaucratique à l'œuvre dans les camps ». Les autres carnets de l'artiste sont La Journée d'un hébergé et Petit guide à travers le camp de Gurs.
Livré aux nazis le 25 août 1942 par le gouvernement français collaborationniste, Rosenthal est transféré à Rivesaltes, puis Drancy, d'où il est convoyé à Auschwitz, par le convoi no 31, en date du 11 septembre 1942. Légèrement handicapé au bras gauche, donc jugé inapte au travail, il est exécuté à son arrivée.

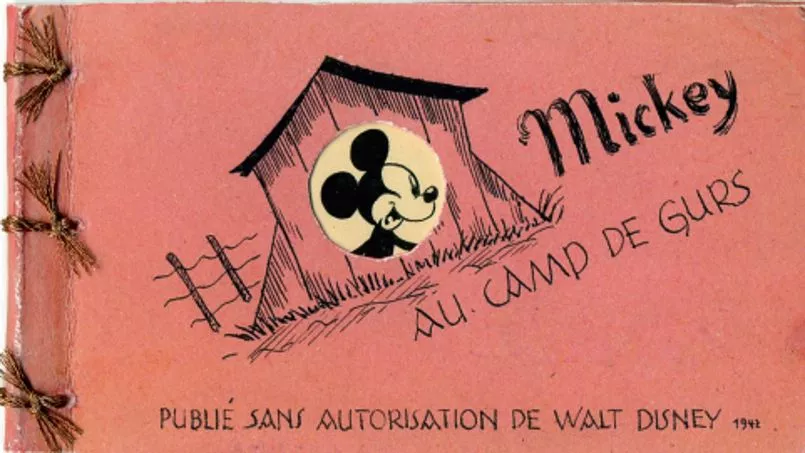
Couverture de Mickey au camp de Gurs.